# Roesski (Baai van Peter de Grote)
Roesski (Russisch: Русский остров; "Rus" of "Russisch") is een klein Russisch eiland iets ten zuiden van Vladivostok. Het eiland vormt een van de stadsdistricten van de stad en vormt onderdeel van de Keizerin Eugénie-archipel. Het wordt soms het "Kronsjtadt van het Verre Oosten" genoemd, als vergelijking met de stad Kronsjtadt op het eiland voor de kust van Sint-Petersburg. Sinds 1 augustus 2012 heeft het eiland een vaste brugverbinding met het vasteland.

## Geschiedenis
Uit archeologische opgravingen is gebleken dat het eiland al bewoond wordt sinds het neolithicum. Naar alle waarschijnlijkheid was het eiland onderdeel van het vroeg-middeleeuwse Koreaanse Bohai-rijk (gesticht in 696) en werd het toen actief gebruikt. Door archeologen zijn Bohai-tempels teruggevonden uit de Klassieke periode. Begin 17e eeuw werd het eiland voor het eerst ingetekend op een kaart door de Franse geograaf en cartograaf Jean Baptiste Bourguignon d'Anville in zijn beschrijving van de Verre-Oostelijke zeeën. Het eiland werd toen opgenomen onder de Chinese naam Jahanga Tun.
De eerste Russische expeditie voer onder leiding van admiraal Poetjatin vanuit Nikolajevsk aan de Amoer met een aantal korvetten en omvoer het eiland in 1858. In het daaropvolgende jaar werd de eerste, het zij onvolledige, Russische kaart van het eiland gepubliceerd.
Het eiland kreeg zijn naam van de Oost-Siberische gouverneur-generaal graaf Nikolaj Moeravjov-Amoerski ter ere van Rusland en haar inwoners. In 1862 werd de naam gewijzigd in Kazakevitsja, ter ere van admiraal N. Kazakevitsj. Het eiland bleef echter informeel Roesski genoemd worden en na de Tweede Wereldoorlog werd Roesski de officiële naam.
Op het eiland liggen grote kustbatterijen, die eind 19e en begin 20e eeuw zijn aangelegd ter verdediging van Vladivostok tegen Japan.
Ten tijde van de Sovjet-Unie werd een militaire basis op het eiland gevestigd. Na het uiteenvallen van de Sovjet-Unie werd deze omgebouwd tot het sportcomplex Bely Lebed ("Witte Zwaan").

## Geografie
Het eiland heeft een lengte van ongeveer 18 kilometer en een breedte tot 13 kilometer. Het reliëf is typerend voor Zuid-Primorje. Op het eiland bevinden zich 47 heuvelpieken, waarvan de hoogste, Roesskich (291 meter), Glavnaja (279 meter) en Tsentralnaja (255 meter), zich in het centrale deel van het eiland bevinden. Het eiland is bedekt met loofbossen.

## Verbinding met vasteland
Tussen Vladivostok en het eiland is een regelmatige veerpontverbinding over de Oostelijke Bosporus, die in de winter echter problematisch kan zijn. Vanaf 1 augustus 2012 is de nieuwe brug naar Roesski-eiland (type tuibrug) in gebruik genomen. Met een overspanning van 1104 meter is het de tuibrug met de grootste overspanning ter wereld.